# Aek Hitetoras
Aek Hitetoras is een bestuurslaag in het regentschap Labuhan Batu Utara van de provincie Noord-Sumatra, Indonesië. Aek Hitetoras telt 3529 inwoners (volkstelling 2010).